# Festuca weberbaueri
Festuca weberbaueri är en gräsart som beskrevs av Pilg.. Festuca weberbaueri ingår i släktet svinglar, och familjen gräs. Inga underarter finns listade i Catalogue of Life.